# Mark Boone Junior
Mark Boone Junior (født Mark Heidrich, 17. marts 1955 i Ohio) er en amerikansk skuespiller.
Mark Boone Junior som spiller med i Sons of Anarchy, har tidligere været medvirkende i film som 2 Fast 2 Furious og Die Hard 2. Dog var det ikke hans helt store gennembrud, det var Sons Of Anarchy, hvor han spiller rollen Bobby Munson som er en del af motorcykel klubben Sons Of Anarchy.